# Trine Bramsen
Trine Bramsen, née le 26 mars 1981 à Svendborg (Danemark), est une femme politique danoise, membre du parti Social-démocratie (SD). Elle est ministre de la Défense de 2019 à 2022 puis ministre des Transports et de l'Égalité des genres entre février et décembre 2022.

## Biographie

### Jeunesse et formation
Trine Bramsen nait le 26 mars 1981. Elle est diplômée en sciences politiques à l'université de Roskilde en 2007. Après ses études, elle travaille comme consultante pour Deloitte.

### Carrière politique
Elle est élue députée au Folketing pour la première fois lors des élections législatives de 2011. Elle devient alors présidente de la commission parlementaire sur l'immigration et l'intégration, poste qu'elle abandonne en 2013 pour devenir porte-parole de son groupe sur les questions de justice,.
Elle est réélue pour un second mandat lors des élections législatives de 2015. Pendant cette législature, elle est membre de la délégation danoise auprès de l'Union interparlementaire.
Elle remporte un troisième mandat lors des élections législatives du 5 juin 2019. Le 27 juin, elle est nommée ministre de la Défense dans le gouvernement formé par Mette Frederiksen après le scrutin. En septembre 2020, elle fait l'objet de fortes critiques pour sa gestion d’une enquête sur le renseignement militaire danois, accusée d’avoir fragilisé la coopération avec les alliés en rendant publique une affaire sensible.
En février 2021, cinq organisations professionnelles du secteur de la défense signent une tribune dans le quotidien Berlingske pour critiquer sa gestion du ministère.
En mai 2021, elle est au cœur de la réponse danoise après que DR ait révélé que les services de renseignement danois aient aidé la National Security Agency à espionner des pays alliés européens.
Au moment de la chute de Kaboul en août 2021, elle annonce que, sur une demande des États-Unis, des avions militaires danois vont aider à l'évacuation d'Afghanistan de ressortissants de pays alliés.
En janvier 2022, elle annonce le retrait des forces danoises engagées au Mali dans le cadre de la Task Force Takuba, après des tensions avec la junte militaire au pouvoir dans le pays.
Le 4 février 2022, à l'occasion d'un remaniement ministériel, elle devient ministre des Transports et de l'Égalité des genres.
Elle est réélue pour un quatrième mandat lors des élections législatives anticipées de 2022. Non reconduite dans le nouveau gouvernement de Mette Frederiksen, elle devient porte-parole de son parti sur les questions d'égalité. En septembre 2024, elle devient porte-parole pour les questions familiales, pour l'enseignement supérieur et pour la recherche.